# Fernando Ferrão
Fernando Manuel Simões Piedade Ferrão (Odivelas, 8 de Janeiro de 1959) é um actor português.
Estreia-se, como ator, por volta de 1986. 
É presença regular na televisão, tendo participado em algumas novelas e inúmeras séries ; A Grande Noite (1994), Os Malucos do Riso (1996-2003), Barba e Cabelo (1995), Era uma Vez… (1997), O Fura-Vidas (1999), Um Sarilho Chamado Marina (1999), As Pupilas do Sr. Doutor (2000), Maré Alta (2004), Floribella (2006), "Chiquititas" (2008)  Podia Acabar o Mundo (2008/2009),Sketches no programa contacto (2007-2009)

## Biografia
Fernando nasceu a 8 de janeiro de 1959, em Odivelas, onde cresceu. Começou a fazer teatro na Sociedade Musical de Odivelas, onde o levou ao sonho de ser ator. Frenquentou, mais tarde, o Curso de Formação de actores do Centro Cultural de Benfica, sob a direção de Francisco Nicholson, António Feio, entre outros. 

## Televisão
- Elenco adicional, Inspetor Max, TVI 2017
- Elenco adicional, Juiz em Jardins Proibidos, TVI 2015
- Elenco fixo, Artur em Os Nossos Dias II, RTP 2015/2016
- Actor convidado, Elvis em Bem-Vindos a Beirais, RTP 2013
- Elenco adicional, Artur em Os Nossos Dias, RTP 2013/14
- Elenco adicional, em Uma Família Açoreana, RTP 2012
- Actor convidado na série histórica Conta-me História, RTP 2012
- Elenco adicional, Ramirez em Louco Amor, TVI 2012
- Participação, A Casa é Minha, TVI 2012
- Actor convidado, Vicente na sitcom Os Compadres, RTP
- Actor convidado, Camacho em A Sagrada Família, RTP 2010
- Actor convidado, em Voo Directo, RTP 2010
- Actor convidado na sitcom Camilo, o Presidente, SIC 2009
- Elenco fixo, Tonino na novela Podia Acabar o Mundo, SIC 2008/2009
- Elenco adicional, António em Chiquititas, SIC 2007
- Elenco adicional, Pai de Carmo em Floribella II, SIC 2007
- Actor convidado, Conde Vasconcelos em A Minha Família, RTP 2006
- Elenco fixo, em várias séries de Malucos do Riso, SIC 2001-2006
- Elenco fixo, Várias personagens em Maré Alta, SIC 2004
- Actor convidado em Inspector Max, TVI 2004
- Actor convidado na sitcom Camilo, o Pendura, RTP 2002
- Elenco fixo, Bago de Milho na novela Filha do Mar, TVI 2001
- Actor convidado na série A Minha Família é uma Animação, SIC 2001
- Elenco fixo, Jacinto em As Pupilas do Senhor Doutor, TVI 2000/2001
- Actor convidado na sitcom Nós os Ricos, RTP 1999
- Actor convidado na sitcom Um Sarilho Chamado Marina, SIC 1999
- Elenco adicional, Pirilampo em O Fura-Vidas, SIC 1999
- Actor convidado na sitcom Bom Baião, SIC 1998
- Participação na gala do 5º Aniversário da SIC, 1997
- Actor convidado na sitcom Cuidado Com o Fantasma, SIC 1997
- Elenco fixo, Várias personagens em Era Uma Vez..., SIC 1996/1997
- Elenco fixo, Várias personagens em Marina Dona Revista, SIC 1996
- Elenco fixo, Excelência na sitcom Barba e Cabelo, SIC 1995
- Actor convidado, Terrorista na sitcom Nico D'Obra, RTP 1995
- Participação no especial de final de ano A Grande Noite, SIC 1994
- Elenco adicional, Veloso na novela Na Paz dos Anjos, RTP 1994
- Elenco fixo na sitcom Ora Bolas Marina, SIC 1993
- Elenco fixo, Inspector na novela Cinzas (telenovela), RTP 1992
- Actor convidado na sitcom Marina, Marina, RTP 1992
- Participação especial na série Crime à Portuguesa, RTP 1989
- Elenco fixo, Porteiro em Clubíssimo, RTP 1988

## Teatro
- Seis Personagens à Procura de Autor - Teatro São Luiz[1]
- Ora Bate... Batman'so! - Teatro Villaret[2]
- Crise dos 40 - Digressão[3]
- Os Portas - Comédia da Noite - Teatro Villaret[4]
- Rabo de Saia - Digressão[5]